# Løkken Redningshus

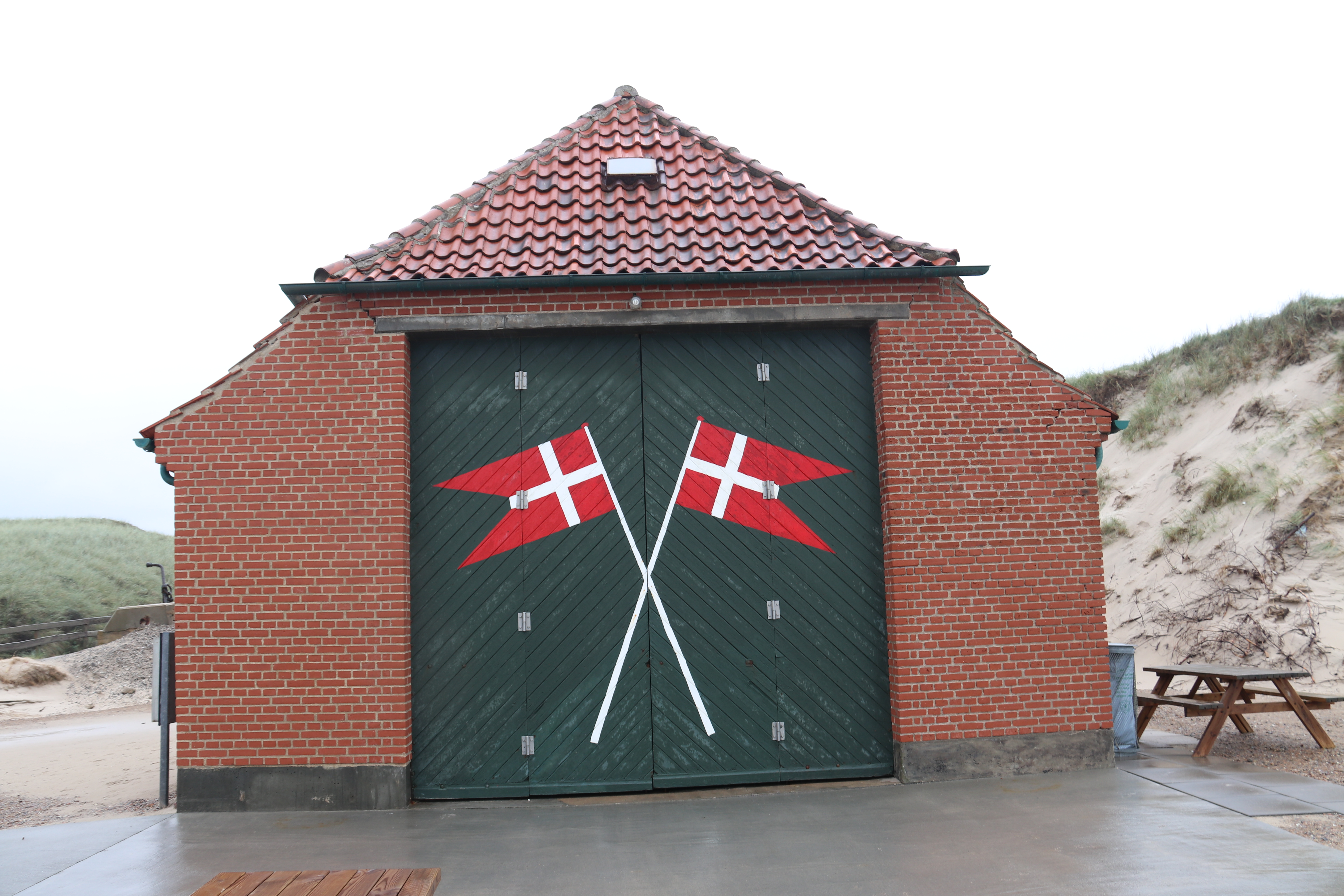
Rettungsstation in Løkken

Das erste Løkken Redningshus (deutsch Rettungshaus) in Løkken wurde 1852 gebaut. Der dänische Rettungsdienst (dänisch Redningsvæsen) wurde 1851 offiziell gegründet. Løkken gehörte zusammen mit Skagen, Kandestederne und Sønder Lyngvig zu den ersten Orten, die eine Rettungsstation erhielten.

## Geschichte

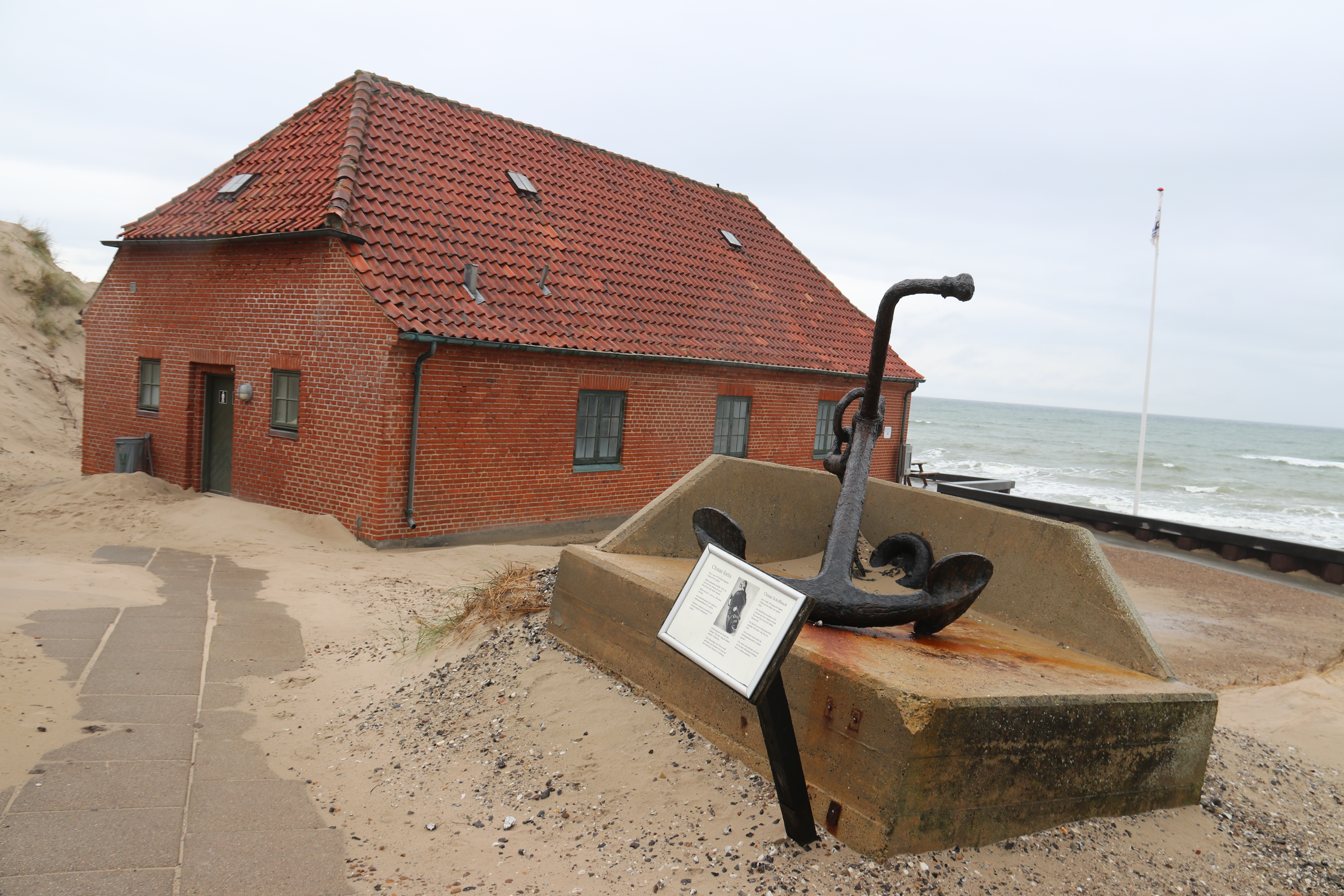
Rettungsstation Løkken

Entlang der Westküste Jütlands strandeten zwischen 1858 und 1892 1722 Schiffe, im Durchschnitt ein Schiff pro Woche. Wegen der Stürme, der Unkenntnis im Revier und Nebel war es gefährlich, die Küste von Skagen und Vendsyssel zu passieren. Schon vor der Gründung des Rettungsdienstes waren Fischer oftmals bei der Rettung der Schiffbrüchigen im Einsatz.
Die erste Rettungsstation befand sich am Sdr. Strandvej und diente der Unterbringung eines Rettungsbootes. Das Boot war ein einfaches Ruderboot. Im Laufe der Jahre gelang es seiner Besatzung, die sich hauptsächlich aus einheimischen Fischern zusammensetzte, mehrere Menschen vor dem Ertrinken in der Nordsee zu bewahren. Am 9. Juni 1929 sank das Rettungsboot der alten Station. Das Boot war bei Sturm auf dem Weg zu einem in Not geratenen Fischerboot. Drei der zwölf Retter kamen dabei ums Leben. 

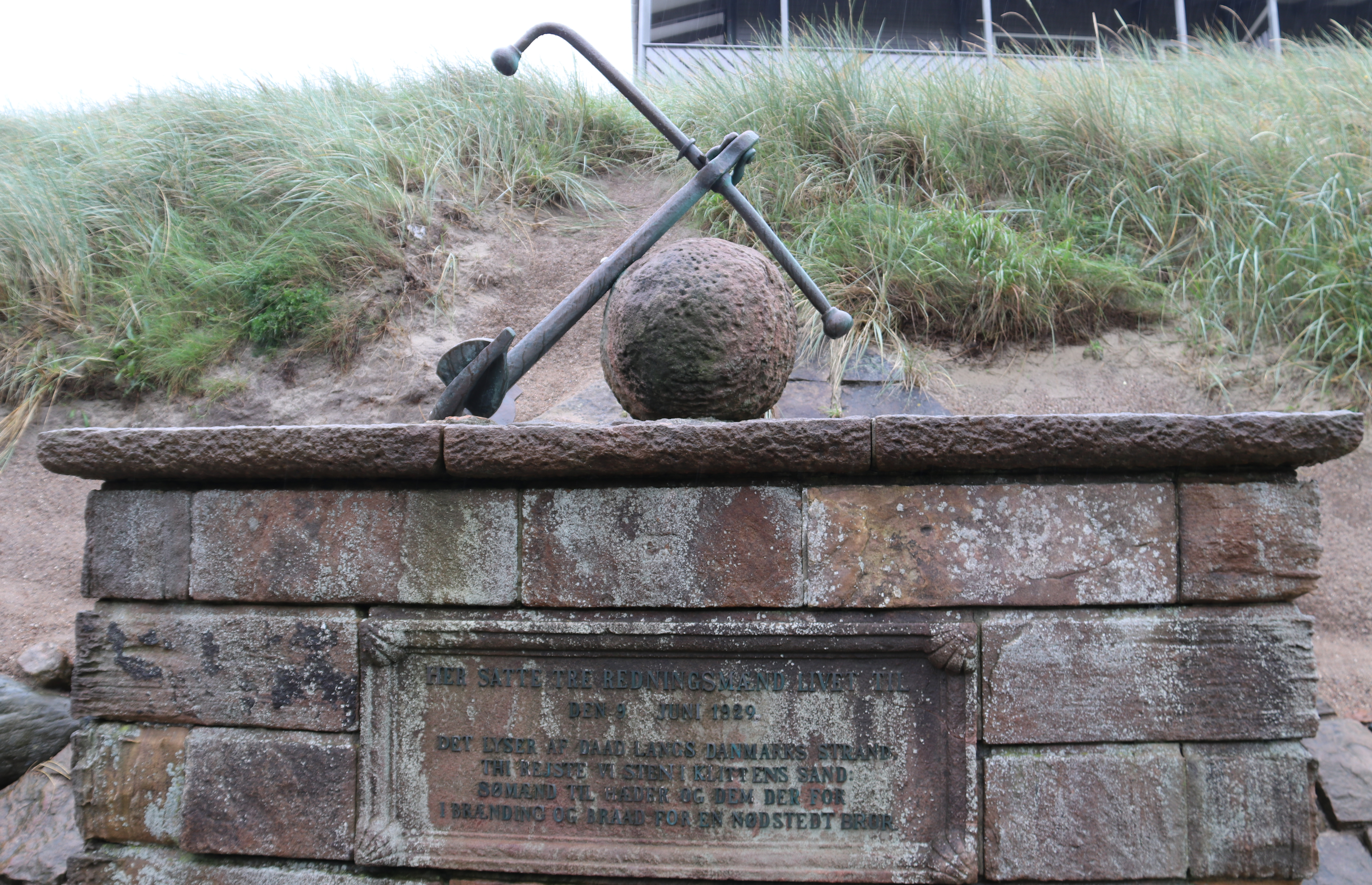
Denkmal der Seenotretter Løkken

Nach dem Unfall wurde beschlossen, ein Motorrettungsboot zu erwerben, das bis 1936 in einem Schuppen in den Dünen lag, damit das Boot bei Bedarf schnell zu Wasser gebracht werden konnte. Die Rettungsstation in der Düne am Ndr. Strandvej wurde 1936 gebaut. Das noch gelegentlich benutzte Ruderboot blieb an seinem alten Platz am Sdr. Strandvej.
Das rote Backsteinhaus mit dem Wahrzeichen des Rettungsdienstes am Tor war bis 1975 Heimat des dann nach Thorup verlegten Motorrettungsbootes MRB18. In diesem Jahr wurde die Rettungsstation Løkken geschlossen.
Die dänische Behörde Farvandsdirektoratet nahm daraufhin Verhandlungen mit der Løkken-Vrå Kommune über eine mögliche Verlegung der Station auf. Zu dieser Zeit war das Haus in einem sehr schlechten Zustand. Die Verhandlungen endeten damit, dass die Gemeinde 1978 das Gebäude kostenlos übernehmen konnte, sofern sie selbst die Renovierung durchführen würde.
Bedingung war ferner, das Gebäude nur für öffentliche Zwecke zu nutzen. So wurde die alte Rettungsstation mit öffentlichen Toiletten und einer Eisdiele ausgestattet. Die Tore durften mit der Dannebrogsflagge verziert werden, obwohl es kein Dienstgebäude mehr war.
Die Løkken Museumsforening erhielt die Erlaubnis, einen Teil des Gebäudes als Ausstellungsräume zu nutzen. Der Løkken Sportsdykkerklub (Sporttauchclub) bekam einen Raum für seine Geräte.
1988 wurde der Eiskiosk an den Strand verlegt und der Tauchclub belegte zusätzlich das Erdgeschoss. Der Museumsverein wollte ein altes Rettungsboot im Haus aufstellen, eventuell das Motorrettungsboot MRB18 nach seiner Außerdienststellung. Die Pläne mit dem Motorboot wurden nie verwirklicht.

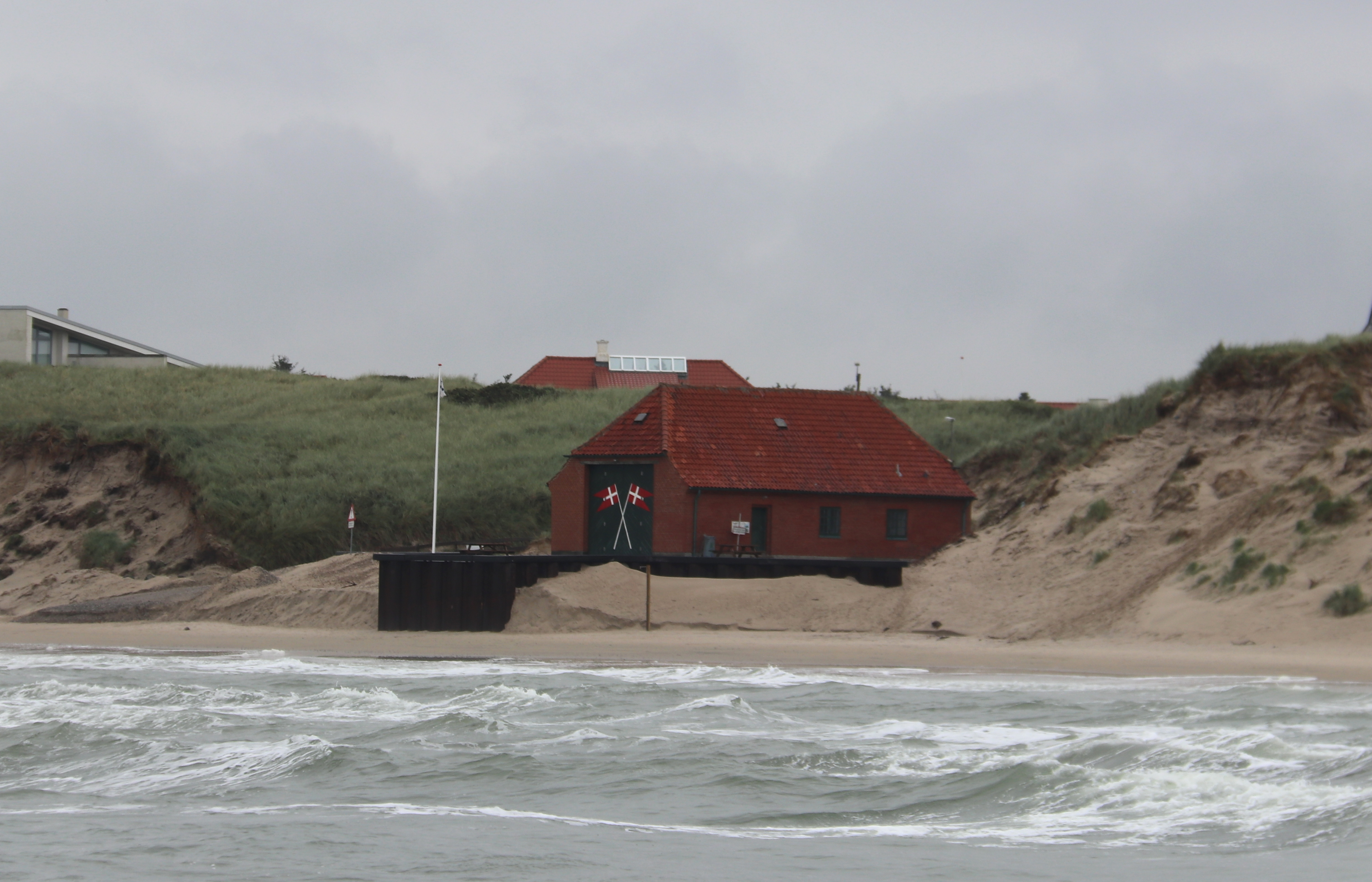
Die Rettungsstation steht nahe an der Abbruchkante

1992 wurde dem Museum die gesamte Rettungsstation übertragen. Zuvor hatte das Museum das Küstenfischerboot Bent II erworben, das zur Hauptattraktion der neuen Küstenfischereiausstellung des Museums wurde.
Seit Jahren bestehen Probleme mit dem abgetragenen Sand, durch den 1978 das Haus fast zerstört wurde. Diese Probleme setzten sich in den nächsten Jahrzehnten fort. Das Meer fraß immer mehr von der Küste ab. Während des Sturms Egon am 10. Januar 2015 entstanden an der alten Rettungsstation enorme Schäden.
2016 wurden umfangreiche Sicherungsmaßnahmen getroffen.